# MONSTER GIRLS
- ラブライブ!シリーズ > ラブライブ!虹ヶ咲学園スクールアイドル同好会 > 虹ヶ咲学園スクールアイドル同好会 > MONSTER GIRLS

「MONSTER GIRLS」（モンスター・ガールズ）は、2021年10月6日に発売された、虹ヶ咲学園スクールアイドル同好会のミニユニット「R3BIRTH」の1stシングル。

## 背景
虹ヶ咲学園スクールアイドル同好会の追加メンバーである三船栞子（小泉萌香）、ミア・テイラー（内田秀）、鐘嵐珠（法元明菜）の3人からなるR3BIRTHのデビューシングル。それぞれのソロ楽曲も収録されている。

## 音楽性
3曲目の「I'm Still...」は、歌詞のほとんどが英語で占められており、YouTubeで公開されたMVでは歌詞の和訳が掲載されている。

## ミュージック・ビデオ
「Queendom」と「I'm Still...」のミュージック・ビデオは、スクスタストーリーで公開されたバージョンと、スクスタMVでは、演出に大きな差がある。

## リリース
2021年10月6日に、Lantisからリリースされた。
初回生産分には、2022年に東京ガーデンシアターに於いて開催された『ラブライブ！虹ヶ咲学園スクールアイドル同好会 UNIT LIVE & FAN MEETING vol.4 R3BIRTH 〜First DELIGHT〜』のチケット最速先行抽選申込券と、スマートフォンゲーム『ラブライブ! スクールアイドルフェスティバル ALL STARS』で使用できるシリアルコードが付属している。

## チャート成績
2021年10月18日付のオリコン週間シングルランキングで7位、2021年10月13日付のBillboard Japan Hot Animationでは11位にそれぞれランクインした。

## 収録曲
| #         | タイトル                                   | 作詞                  | 作曲・編曲                  | 時間  |
| --------- | ------------------------------------------ | --------------------- | --------------------------- | ----- |
| 1.        | 「MONSTER GIRLS」(R3BIRTH)                 | Dummy Dog             | Dummy Dog                   | 3:56  |
| 2.        | 「翠いカナリア」(三船栞子（小泉萌香）)     | 中村歩 鈴木エレカ JOE | 今川トモミチ 鈴木エレカ JOE | 3:49  |
| 3.        | 「I'm Still...」(ミア・テイラー（内田秀）) | nana hatori           | ソラノアルト                | 4:06  |
| 4.        | 「Queendom」(鐘嵐珠（法元明菜）)           | BEATNINE              | BEATNINE                    | 3:59  |
| 5.        | 「The glorious fairies」(ドラマパート)     |                       |                             | 9:51  |
| 合計時間: | 合計時間:                                  | 合計時間:             | 合計時間:                   | 25:41 |

## タイアップ
| # | 曲名             | タイアップ                                                                               |
| - | ---------------- | ---------------------------------------------------------------------------------------- |
| 2 | 「翠いカナリア」 | スマートフォンゲーム『ラブライブ! スクールアイドルフェスティバル ALL STARS』第27章挿入歌 |
| 2 | 「翠いカナリア」 | テレビアニメ『ラブライブ!虹ヶ咲学園スクールアイドル同好会』第2期第13話挿入歌             |
| 3 | 「I'm Still...」 | スマートフォンゲーム『ラブライブ! スクールアイドルフェスティバル ALL STARS』第22章挿入歌 |
| 4 | 「Queendom」     | スマートフォンゲーム『ラブライブ! スクールアイドルフェスティバル ALL STARS』第20章挿入歌 |
| 4 | 「Queendom」     | テレビアニメ『ラブライブ!虹ヶ咲学園スクールアイドル同好会』第2期第8話挿入歌              |

### ユニットメンバー
1. 1 2 3  三船栞子（小泉萌香）、ミア・テイラー（内田秀）、鐘嵐珠（法元明菜）